# Max Tolson
Maxwell Tolson detto Max (Wollongong, 18 luglio 1945) è un ex calciatore australiano, di ruolo attaccante.

## Carriera

### Club
Ha giocato nella prima divisione australiana.

### Nazionale
Ha partecipato ai Mondiali del 1974.